# I Zbór Kościoła Zielonoświątkowego w Białymstoku
I Zbór Kościoła Zielonoświątkowego w Białymstoku – zbór Kościoła Zielonoświątkowego w RP działający w Białymstoku. Pod względem administracyjnym należy do okręgu północnego. Nabożeństwa prowadzone na ulicy Proletariackiej 11, wejście z tyłu budynku, i rozpoczynają się od 10:00.

## Historia
Początki białostockiej społeczności Kościoła Zielonoświątkowego związane są z działalnością ewangelizacyjną prowadzoną przez zamieszkałą w mieście w początkach lat 80. XX wieku rodzinę Budników. Powołana tu została placówka zboru w Hajnówce.
W dniach 20–30 kwietnia 1990 w Białymstoku miała miejsce ewangelizacja namiotowa zorganizowana na Placu XXX-lecia przy ul. Jurowieckiej. W pierwszym dniu trwania wzięło w niej udział ponad 300 osób, natomiast ostatniego dnia w spotkaniach pod namiotem uczestniczyło już 500 słuchaczy. Doprowadziło to do zwiększenia się liczby wiernych wspólnoty, wobec czego na potrzeby prowadzenia nabożeństw w maju 1990 wynajęta przez nią została sala w Domu Kultury przy ul. Legionowej. Spotkania prowadzone były tam do września 1990. 9 września 1990 w Hajnówce miał miejsce chrzest na basenie miejscowego Ośrodka Sportu i Rekreacji, który przyjęło także 5 osób z Białegostoku.
Końcem września białostocka wspólnota skupiała 25 członków. Nabożeństwa zostały wówczas przeniesione do kaplicy należącej do zboru Zrzeszenia Wolnych Badaczy Pisma Świętego. Postanowiono wtedy także o przekształceniu placówki w samodzielny zbór. 
W celu wybrania pełniącego obowiązki pastora nowej jednostki, 30 września 1990 w kaplicy Badaczy Pisma Świętego odbyło się zgromadzenie członkowskie przyszłego zboru, w którym udział wzięło 19 wiernych placówki, jak również pastor Jerzy Szpilko ze zboru w Hajnówce jako jej jednostki macierzystej, a także dwóch członków hajnowskiej rady starszych. W spotkaniu uczestniczył również pastor Bolesław Osieczko ze zboru w Przemyślu jako reprezentant Naczelnej Rady Kościoła. Podczas głosowania rozważane były kandydatury Jana Budnika z Białegostoku i Stefana Filipowicza z Hajnówki. Ostatecznie pełniącym obowiązki pastora zboru w Białymstoku został Stefan Filipowicz. 
1 października 1990 dotychczasowa placówka została przekształcona w samodzielny zbór w Białymstoku. Pełniący obowiązku pastora nowego zboru Stefan Filipowicz przyjął w późniejszym okresie ordynację pastorską i pełnił to stanowisko do 13 sierpnia 2012.
Od 13 sierpnia 2012 funkcję pastora zboru sprawował prezbiter okręgowy Wojciech Trybek, natomiast 14 czerwca 2015 nowym pastorem został Andrzej Ryszard Żegunia.